# Паљија Лунга (Римини)
Паљија Лунга је насеље у Италији у округу Римини, региону Емилија-Ромања.
Према процени из 2011. у насељу је живело 54 становника. Насеље се налази на надморској висини од 85 м.